# Görsbach
Görsbach est une commune allemande de l'arrondissement de Nordhausen, Land de Thuringe.

## Géographie
Görsbach se situe dans la Goldene Aue.
La commune comprend le village d'Aumühle.
|  | Urbach             | Südharz |
|  | Görsbach           |         |
|  | Heringen-sur-Helme | Berga   |

Görsbach se trouve sur la Bundesautobahn 38 et la ligne de Halle à Hanovre.

## Histoire
Görsbach est mentionné pour la première fois en 772 sous le nom de Gerhelmesbach.

## Jumelages
- Kaisersesch,  Rhénanie-Palatinat

## Personnalités liées à la commune
- Les frères Müller, quatuor à cordes